# Минут
Минут је јединица времена обично једнака са 1/60 (први сексагезимални разломак) сата, или 60 секунди. У  стандарду времена, минут у ретким приликама има 61 секунду, што је последица преступних секунди (постоји одредба да се убаци негативна преступна секунда, што би резултирало у 59 секунди, али то се никада није догодило више од 40 година под овим системом). Иако нису СИ јединице, минуте су прихваћене за употребу са СИ јединицама. СИ симбол за минут или минуте је min (без тачке). Симбол прим се такође понекад неформално користи за означавање минута времена.
Минут или минута може да буде:
- јединица за време једнака 1/60 делу сата, односно 60 секунди. (Неки ретки минути имају 59 или 61 секунд; видите преступну секунду.)
- јединица за угао, 1/60 део степена. Такође је познат као минут угла или лучни минут, и даље може да се подели на 60 лучних секунди. Симбол за лучни минут је прим (′). На пример, петнаест минута може да се напише као 15′. Међутим, чешће се употребљава апостроф (U+0027).

Земља се окреће по својој поларној оси кроз 15 лучних минута сваког минута времена. Лучни минут на Земљином екватору износи приближно једну наутичку миљу.
Сат вероватно садржи 60 минута због утицаја Вавилонаца, који су користили бројни систем на бази 60.

## Историја
Ал-Бируни је први пут поделио сат сексагезимално на минуте, секунде, трећине и четвртине 1000. године док је расправљао о јеврејским месецима.
Историјски, реч „минут“ потиче од латинског pars minuta prima, што значи „први мали део“. Ова подела часа може се додатно прецизирати „другим малим делом“ (латински: pars minuta secunda), и отуда долази реч „секунда“. Ради још даљег прецизирања, термин „трећи“ (1⁄60 секунде) остаје у неким језицима, на пример пољском (tercja) и турском (salise), иако већина модерних употреба дели секунде помоћу децимала. Симболска нотација прима за минуте и двоструког прима за секунде може се посматрати као означавање првог и другог пресека сата (слично као што је стопа први пресек јарда или можда ланца, са инчима као други ниво). Средњовековни научник Роџер Бејкон је 1267. године, пишући на латинском, дефинисао поделу времена између пуног месеца као број сати, минута, секунди, трећине и четврти (horae, minuta, secunda, tertia и quarta) после подне наведеног календарског датума. Увођење казаљке минута у сатове било је могуће тек након што је Томас Томпион, енглески часовничар, изумео повратну опругу 1675. године.

### Антика
Грци су мерили време другачије од нас. Уместо да поделе време између једне поноћи и следеће на 24 једнака сата, они су делили време од изласка до заласка сунца на 12 „сезонских сати“ (њихово стварно трајање је зависило од годишњег доба) и време од заласка до следећег изласка сунца поново у 12 „сезонских сати”. У почетку је само дан био подељен на 12 сезонских сати, а ноћ на 3 или 4 ноћне страже. До хеленистичког периода ноћ је такође била подељена на 12 сати. Дан и ноћ (νυχθήμερον) је вероватно први поделио Хипарх Никејски на двадесет и четири сата. Грчки астроном Андроник из Кира надгледао је изградњу часослова названог Кула ветрова у Атини током првог века пре нове ере. Ова структура је пратила 24-часовни дан користећи сунчане сатове и механичке индикаторе сата.
Уведено су канонски сати до раног хришћанства из јудаизма Другог храма. До 60. године, Дидах препоручује ученицима да се моле Оченаш три пута дневно; ова пракса је нашла пут и у канонским часовима. У другом и трећем веку, црквени очеви као што су Климент Александријски, Ориген и Тертулијан писали су о пракси јутарње и вечерње молитве, као и о молитвама у трећем, шестом и деветом часу. У раној цркви, у ноћи пред сваки празник, одржавано је бденије. Реч „бдење“, која се прво односила на ноћну службу, потиче из латинског извора, наиме Vigiliae или ноћне страже или страже војника. Ноћ од шест часова увече до шест часова ујутру била је подељена на четири страже или бдења од по три сата, прво, друго, треће и четврто бдење.
Хоре су првобитно биле персонификације сезонских аспеката природе, а не доба дана. Списак од дванаест Хора који представљају дванаест сати у дану забележен је само у касној антици, код Нона. Прва и дванаеста Хора додати су оригиналном скупу од десет:
1. (прво светло)
2. (излазак сунца)
3. (јутарњи час музике и учења)
4. (јутарњи сат вежбања)
5. (јутарњи час абдеста)
6. (подне)
7. (либације након ручка )
8. (молитве)
9. (јело и задовољство)
10. (почетак вечери)
11. (залазак сунца)
12. (ноћно небо)